# مؤسسة سليمان بن عبد العزيز الراجحي الخيرية
مؤسسة سليمان بن عبد العزيز الراجحي الخيرية هي إحدى المؤسسات المانحة في المملكة العربية السعودية، أسسها الشيخ سليمان بن عبد العزيز الراجحي في أواسط عام 1421ه‍ الموافق 2001م، وتعمل تحت إشراف وزارة العمل والتنمية الاجتماعية. وللمؤسسة مجلس أمناء ينبثق منه لجنة تنفيذية، إضافة إلى الأمانة العامة للمؤسسة وثلاثة عشر فرعاً في المناطق الإدارية بالمملكة.

## النشاطات والأعمال
تقدم المؤسسة الدعم المادي والعيني للجهات الخيرية في كافة مناطق المملكة، وفق آلية معتمدة في المؤسسة لدعم المشروعات، وفقاً لأهداف محددة يمكن قياسها ومتابعتها ورصد آثارها ونتائجها في المجتمع، وتحمل اسماً خاصاً كمشروع أو برنامج برعاية من مؤسسة سليمان بن عبد العزيز الراجحي الخيرية، تشارك الجهات الخيرية في تنفيذه، وتتوحد جهودها ويتم تنسيق العمل بينها تحت ظل أهداف المؤسسة، وفي ضوء رؤيتها.
وهذه الآلية هي من باب المشاركة بين الجهات والمؤسسة في سبيل الرقي في العمل الخيري، وهي موزعة على ستة مجالات، هي:
1. المجال التعليمي.
2. المجال الدعوي.
3. المجال الإعلامي.
4. المجال الاجتماعي.
5. المجال الصحي.
6. مجال المساجد.

## فروع المؤسسة
للمؤسسة مركر رئيس وثلاثة عشر فرعاً في المناطق الإدارية في المملكة، كما يلي:
1. فرع منطقة الرياض.
2. فرع منطقة مكة المكرمة.
3. فرع منطقة المدينة المنورة.
4. فرع المنطقة الشرقية.
5. فرع منطقة حائل.
6. فرع منطقة القصيم.
7. فرع منطقة عسير.
8. فرع منطقة تبوك.
9. فرع منطقة جازان.
10. فرع الحدود الشمالية.
11. فرع منطقة نجران.
12. فرع منطقة الباحة.
13. فرع منطقة الجوف.

المركز الرئيس يقع في حي الجزيرة طريق الأمير سعد بن عبد الرحمن الأول
مجمع شرق بلازا

## المشروعات النوعية والجهات المرتبطة بالمؤسسة
1. كليات سليمان الراجحي.
2. صندوق الاستدامة المالية.
3. مركز بناء الأسر المنتجة.
4. المعهد العربي للغة العربية.
5. مؤسسة مناهج العالمية.

## وصلات خارجية
- مؤسسة سليمان بن عبد العزيز الراجحي الخيرية